# Kyle, Saskatchewan
Kyle är en ort i Kanada.   Den ligger i provinsen Saskatchewan, i den södra delen av landet, 2 500 km väster om huvudstaden Ottawa. Kyle ligger 654 meter över havet och antalet invånare är 423.
Terrängen runt Kyle är platt. Trakten runt Kyle är nära nog obefolkad, med mindre än två invånare per kvadratkilometer.. Det finns inga andra samhällen i närheten.
Trakten runt Kyle består till största delen av jordbruksmark.